# Famcucine (equipo ciclista)
El equipo Famcucine fue un equipo italiano, de ciclismo en ruta que compitió entre 1979 y 1982.

## Corredor mejor clasificado en las Grandes Vueltas
| Año  | Giro de Italia       | Tour de Francia | Vuelta a España |
| ---- | -------------------- | --------------- | --------------- |
| 1979 | 3.º Bernt Johansson  | Abandono        | -               |
| 1980 | 35.º Giuseppe Fatato | -               | -               |
| 1981 | 21.º Francesco Moser | -               | -               |
| 1982 | 8.º Francesco Moser  | -               | -               |

## Principales resultados
- Milán-Turín: Alfio Vandi (1979)
- Giro de la Romagna: Gianbattista Baronchelli (1979)
- Tirreno-Adriático: Francesco Moser (1981)
- Tour de Umbría: Francesco Moser (1981)
- Tres Valles Varesinos: Gregor Braun (1981)
- Giro di Campania: Leonardo Mazzantini (1981), Francesco Moser (1982)
- Ruta del Sur: Francesco Moser (1982)
- Giro de Toscana: Francesco Moser (1982)

### A las grandes vueltas
- Giro de Italia
  - 4 participaciones (1979, 1980, 1981, 1982)
  - 9 victorias de etapa:
    - 2 el 1979: Bernt Johansson (2), Roberto Ceruti, Amilcare Sgalbazzi
    - 3 el 1981: Palmiro Masciarelli, Francesco Moser, Claudio Torelli
    - 2 el 1982: Francesco Moser (2)

  - 0 clasificaciones finales:
  - 1 clasificaciones secundarias:
    - Clasificación por puntos: Francesco Moser (1982)

- Tour de Francia
  - 1 participaciones (1979)
  - 0 victorias de etapa:
  - 0 clasificaciones finales:
  - 0 clasificaciones secundarias:

- Vuelta a España
  - 0 participaciones